# Batalha de San Domingo
A Batalha de San Domingo, em 1806, foi uma batalha naval das guerras Napoleónicas. Esquadrões franceses e britânicos de navios de linha se encontraram na costa sul da colônia espanhola de São Domingos, no Caribe, ocupada pelos franceses. O esquadrão francês, sob o vice-almirante Corentin Urbain Leissègues no navio francês de 130 canhões Impérial, havia navegado de Brest em dezembro de 1805, um dos dois esquadrões que pretendiam fazer incursões nas rotas de comércio britânicas como parte da campanha do atlântico de 1806.
Separando-se da esquadra sob o Contra-almirante Jean-Baptiste Willaumez no meio do Atlântico, Leissègues navegou para o Caribe. Após as tempestades de inverno perto de Açores terem danificado e espalhado seu esquadrão, Leissègues se reagrupou e reparou seus navios na cidade de São Domingos, onde um esquadrão britânico sob o vice-almirante Sir John Thomas Duckworth os descobriu em 06 de fevereiro de 1806. Duckworth tinha abandonado seu posto atribuído em Cádiz em busca de Willaumez no mês de dezembro e viajava há tanto tempo sobre o Atlântico em sua perseguição que ele foi forçado a reabastecer em São Cristóvão nas ilhas de Barlavento, onde a notícia chegou-lhe sobre a chegada de Leissègues.
Pelo momento que vigias franceses em São Domingos tinham visto Duckworth se aproximar pelo sudeste, já era tarde demais para Leissègues escapar. Velejando com o vento do oeste ao longo da costa, Leissègues formou uma linha de batalha para encontrar a esquadra britânica que se aproximava, que tinha sido dividida em duas divisões. Apesar de suas divisões terem se separado durante a abordagem, Duckworth liderou os navios de forma a permanecerem em uma formação cerrada e engajou com êxito o cabeça da linha francesa, tendo como alvo o navio-almirante Impérial. Sob pressão, o esquadrão francês se partiu com os ingleses isolando e capturando três navios antes de se concentrar no combate principal em torno do navio-almirante francês. Severamente danificado e cercado, Leissègues levou o Impérial para terra para evitar a captura. O navio de linha francês restante, Diomède, seguiu-o. Embora a maioria da tripulação desses navios tenha se bandeado para terra, os grupos de embarque britânicos capturaram ambos os navios e atearam-lhes fogo. Os únicos navios franceses a escapar da batalha foram três navios de guerra menores, que o esquadrão de Duckworth tinha ignorado; eles finalmente voltaram para a França.
O esquadrão de Willaumez manteve-se ao largo do Atlântico até julho de 1806, quando um furacão espalhou os vasos ao longo da costa americana, onde as patrulhas britânicas estavam esperando para interceptá-los. Dos 11 navios que saíram em dezembro de 1805, apenas quatro acabaram retornando para a França. As tripulações do esquadrão britânico foram condecoradas pelo seu sucesso, com exceção de Duckworth, que partilhou no agradecimento geral, mas ficou de outra maneira sem recompensa. Ao deixar seu posto em Cadiz ele tinha provocado a ira do vice-almirante Lord Collingwood, comandante no Mediterrâneo; apenas a sua vitória permitiu a Duckworth escapar de uma corte marcial.
A batalha de San Domingo foi o último engajamento entre frotas da guerra entre navios de linha franceses e britânicos em águas abertas. A dominância da Royal Navy ao largo de todos os portos franceses fizeram os riscos envolvidos em se lançar ao mar intransponíveis. A única tentativa de fuga subsequente, pela frota de Brest, em 1809, terminou com a derrota da frota francesa perto de seu próprio sistema de ancoragem na Batalha de Basque Roads.

## Comparação das Frotas
| Navios britânicos | Canhões | Tipo          | Comandantes                                                            | Navios francêses | Canhões | Tipo          | Comandantes                                                            |
| ----------------- | ------- | ------------- | ---------------------------------------------------------------------- | ---------------- | ------- | ------------- | ---------------------------------------------------------------------- |
| Canopus           | 80      | Duas cobertas | Contra-almirante Thomas Louis Capitão Francis Austen                   | Impérial         | 130     | Três cobertas | Vice-almirante Corentin Urbain Leissegues Capitão Julien-Gabriel Bigot |
| Northumberland    | 74      | Duas cobertas | Contra-almirante Alexander Cochrane Capitão John Morrison              | Alexandre        | 80      | Duas cobertas | Capitão Pierre-Elie Garreau                                            |
| Spencer           | 74      | Duas cobertas | Capitão Robert Stopford                                                | Diomède          | 74      | Duas cobertas | Capitão Jean-Baptiste Henry                                            |
| Superb            | 74      | Duas cobertas | Vice-Almirante Sir John Thomas Duckworth Capitão Richard Goodwin Keats | Jupiter          | 74      | Duas cobertas | Capitão Gaspard Laignel                                                |
| Donegal           | 74      | Duas cobertas | Capitão Pulteney Malcolm                                               | Brave            | 74      | Duas cobertas | Comodoro Louis-Marie Coudé                                             |
| Atlas             | 74      | Duas cobertas | Capitão Samuel Pym                                                     | Félicité         | 40      | Fragata       |                                                                        |
| Agamemnon         | 64      | Duas cobertas | Capitão Sir Edward Berry                                               | Comète           | 40      | Fragata       |                                                                        |
| Acasta            | 40      | Fragata       | Capitão Richard Dalling Dunn                                           | Diligente        | 20      | Corveta       | Capitão Raymond Cocault                                                |
| Magicienne        | 32      | Fragata       | Capitão Adam Mackenzie                                                 |                  |         |               |                                                                        |
| Kingfisher        | 16      | Brigue        | Comandante Nathaniel Day Cochrane                                      |                  |         |               |                                                                        |
| Epervier          | 14      | Brigue        | Tenente James Higginson                                                |                  |         |               |                                                                        |
|                   |         |               |                                                                        |                  |         |               |                                                                        |
| Três deques       |         | -             |                                                                        | Três deques      |         | 1             |                                                                        |
| Dois deques       |         | 7             |                                                                        | Dois deques      |         | 4             |                                                                        |
| Fragatas          |         | 2             |                                                                        | Fragatas         |         | 2             |                                                                        |
| Brigues           |         | 2             |                                                                        | Brigues          |         | -             |                                                                        |
| Corvetas          |         | -             |                                                                        | Corvetas         |         | 1             |                                                                        |
| Canhões:          | 616     | 11            |                                                                        | Canhões:         | 532     | 8             |                                                                        |